# Hudson River School
A Hudson River  School 19. századi romantikus, amerikai festészeti iskola, a tájképfestő csoport tagjai teremtették meg a jellegzetesen amerikai tájképfestészetet. Festményeik témája főképp a Hudson folyó völgye, Catskills, az Adirondack és New Hampshire hegyei.
A második generációhoz tartozó művészeik tájképeinek helyszínei bővültek, témáik között Új-Anglia, a tengeri tartományok vagy az amerikai nyugat, ill. Dél-Amerika, Európa és Közel-Kelet is szerepel.

## Leírása
A művészcsoport székhelye New Yorkban volt, tagjaik közül többen Greenwich Village szívében, a Tizedik utcában levő neves műteremházban tartottak fenn műtermet. Kezdetben „amerikai” vagy „New York-i iskolaként” utaltak rájuk. Számos jelentős szakmai folyóirat, intézmény támogatta művészetüket, mint például az Amerikai Szépművészeti Akadémia. Mikortól a Barbizoni Iskola realista, plein air képei jöttek már divatba az amerikai mecénások és gyűjtők körében és az iskola által képviselt romantikus stílus kezdett idejétmúltnak számítani, pejoratívan használták rájuk a Hudson River School terminust. Habár tagjaik számtalan helyre utaztak és alkottak Európában is, a New York Tribune kritikusa, Clarence Cook vagy Homer Dodge Martin tájképfestő élt ezzel a kifejezéssel. Nyomtatásban az elnevezés először 1879-ben jelent meg, bár már az 1870-es években is utaltak rájuk így.
Olykor hatalmas méretű festményeiket valósághű, részletgazdag és idealizált természetábrázolás jellemzi, amely gyakran egymás mellett mutatja a békésen megművelt területeket az érintetlenül megmaradt természettel, mely gyorsan eltűnőben volt a Hudson-völgyből, éppen akkoriban, amikor kezdték értékelni a táj fenséges jellegét. Általánosságban a Hudson River School művészeinek meggyőződése szerint – habár vallási nézeteik eltérőek voltak – a természet az amerikai táj formájában Isten tükröződése. Olyan európai mesterek követői voltak, mint Claude Lorrain, John Constable vagy J. M. W. Turner. Közülük több festő a Düsseldorfi Iskola tagjai közé is sorolható, mesterük a német Paul Weber volt.

## Alapítás
A 19. századi amerikai tájképfestészeti irányzatnak, a Hudson River School atyjának Thomas Cole amerikai festőművészt tekintik. Az Angliából származott Cole-t az amerikai táj ragyogó, őszi színei ragadták meg. Először 1825 őszén gőzhajóval hajózott fel a Hudson-ön, West Pointnál, majd Catskill-nél szállt partra. A tájról készült alkotásainak első ismertetése a New York Evening Postban jelent meg 1825. november 22-én. Közeli barátja, Asher Brown Durand az iskola jelentős alakjává vált, Cole halála után őt tekintették az iskola vezető egyéniségének. A Hudson River School egyik kiemelkedő eleme a természet gazdagsága volt, emellett a mozgalom hívei között az ébredő nemzeti öntudat is jelen volt, Cole metaforaként használta a tájképet az új nemzetre, ugyanakkor gyanakvóan figyelték a kor gazdasági és technológiai fejlődését.

## Második nemzedék

Frederic Edwin Church, Niagara-vízesés, 1857, Corcoran Gallery of Art, Washington, D.C.

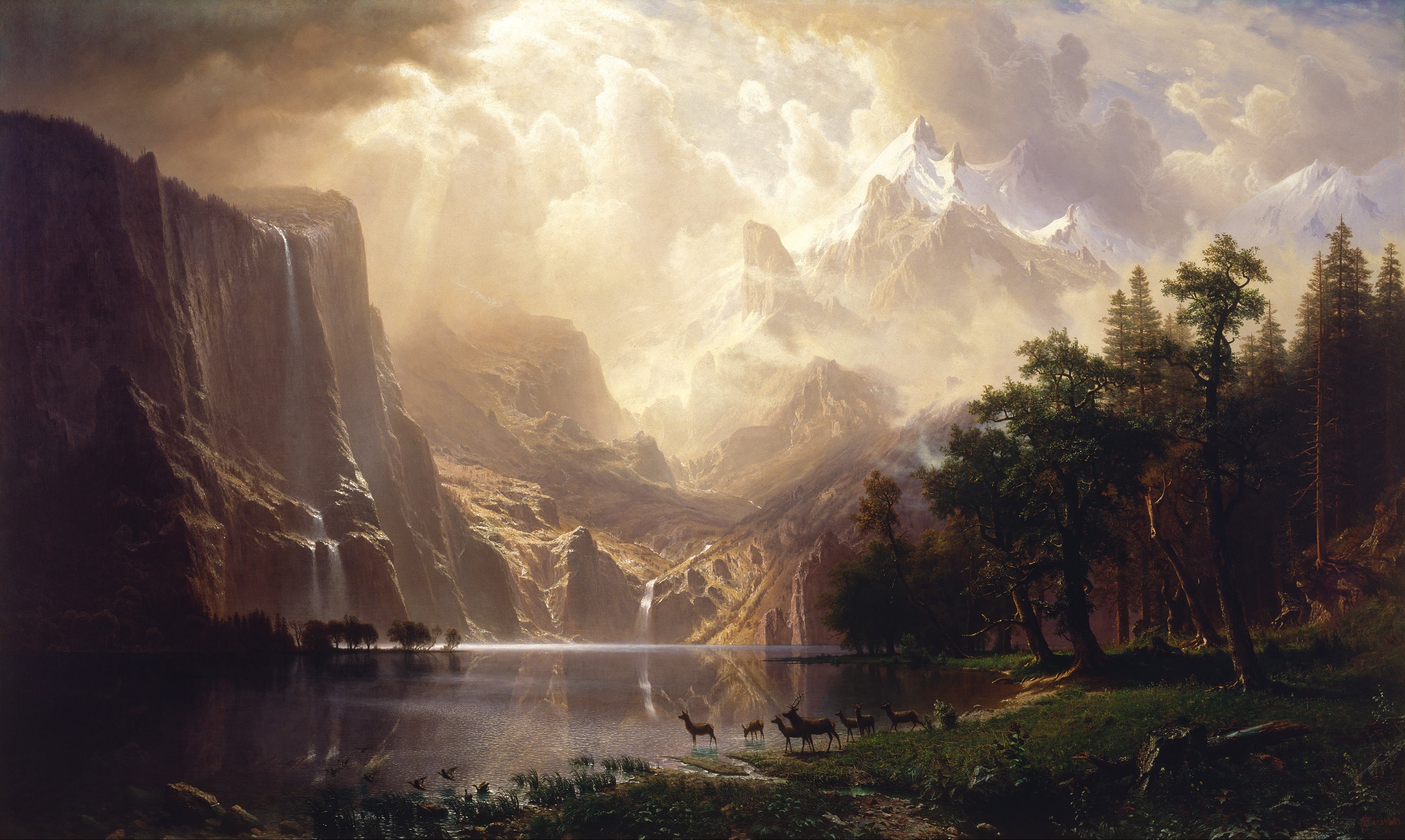
Albert Bierstadt: Among the Sierra Nevada, California, 1868, Smithsonian American Art Museum, Washington, D.C.

Az iskola második, gyakran luministáknak, a fény szerelmeseinek nevezett generációja Thomas Cole 1848-ban bekövetkezett korai halála után kezdett kibontakozni.  Tagjai közé sorolható: Frederic Edwin Church (1826 – 1900), John Frederick Kensett (1816 – 1872), Sanford Robinson Gifford (1823 – 1880), George Loring Brown (1814 – 1889) és a német származású művész, Albert Bierstadt (1830 – 1902). A Hudson River School tagjaiból Kensett, Gifford és Church egyúttal a New York-i Metropolitan Művészeti Múzeum alapítói között is megtalálhatók. Frederic Edwin Church észak- és dél-amerikai, európai, közel-keleti utazásai után alkotott képei alapján nemzetközi viszonylatban is a legelismertebb amerikai tájképfestőnek számított.
A második generáció legjelentősebb alkotásainak többsége 1855 és 1875 között született. Frederic Edwin Church és Albert Bierstadt Amerikában koruk ünnepelt festőinek számítottak, mindketten a Düsseldorfi Iskola hatása alatt alkottak, Bierstadt több éven át Düsseldorfban is tanult. Emberek ezrei fizettek olyan festményeik megtekintéséért, mint például a Niagara-vízesés vagy a The Icebergs. Festményeik gigászi, epikus mérete példátlan volt a korábbi amerikai festészetben, az amerikaiakat az országukban található megszelídítetlen, lenyűgöző szépségű vadonjaira emlékeztette. Ez volt az amerikaiaknak nyugatra történő letelepedésének, a nemzeti parkok létrehozásának és a zöld városi parkok megszületésének időszaka.

## Festőnők
Több festőművésznő is kapcsolható a Hudson River Schoolhoz. Susie M. Barstow lelkes hegymászó volt, aki Catskills és a White Mountains hegyi tájait festette meg. Az ír származású festőnőt, Eliza Pratt Greatorex-t második női tagként beválasztották a Nemzeti Formatervezési Akadémiára (National Academy of Design). Julie Hart Beers vázlatrajzoló expedíciókat vezetett a Hudson Valley vidékére, később az egyik New York-i művészeti stúdióban is bemutatkozott. Harriet Cany Peale Rembrandt Peale-nél tanult, Mary Blood Mellen pedig Fitz Henry Lane tanítványa és munkatársa volt.

## Neves művészeik
| - Albert Bierstadt (1830–1902) - William Mason Brown (1828–1898) - John William Casilear (1811–1893) - Frederic Edwin Church (1826–1900) - Thomas Cole (1801–1848) - Samuel Colman (1832–1920) - Jasper Francis Cropsey (1823–1900) - Thomas Doughty (1793–1856) - Robert Duncanson (1821–1872) | - Asher Brown Durand (1796–1886) - Sanford Robinson Gifford (1823–1880) - James McDougal Hart (1828–1901) - William Hart (1823–1894) - William Stanley Haseltine (1835–1900) - Martin Johnson Heade (1819–1904) - Hermann Ottomar Herzog (1832–1932) | - Thomas Hill (1829–1908) - David Johnson (1827–1908) - John Frederick Kensett (1816–1872) - Jervis McEntee (1828–1891) - Thomas Moran (1837–1926) - Robert Walter Weir (1803–1889) - Worthington Whittredge (1820–1910) - Francis Augustus Silva (1835–1886) |

## Gyűjtemények
Alkotásaik főképp amerikai gyűjteményekben találhatók, a legnagyobb számban a Connecticut állambeli, hartfordi múzeumban, a Wadsworth Atheneumban. A múzeum alapítója, Daniel Wadsworth az iskolaalapító Thomas Cole és a hartfordi származású Frederic Edwin Church baráti körébe tartozott.
További gyűjtemények:
- Albany Institute of History & Art Albany, New York
- Arnot Art Museum Elmira, New York
- Berkshire Museum  Pittsfield, Massachusetts
- Brooklyn Museum Brooklyn, New York
- Corcoran Gallery of Art, Washington, DC
- Crystal Bridges Museum, Bentonville, Arkansas
- Cummer Museum of Art and Gardens, Jacksonville, Florida
- Detroit Institute of Arts Detroit, Michigan
- Fenimore Art Museum, Cooperstown, New York
- Frances Lehman Loeb Art Center,  Poughkeepsie, New York
- Fruitlands Museum, Harvard, Massachusetts
- Gilcrease Museum, Tulsa, Oklahoma
- Haggin Museum, Stockton, Kalifornia
- Hudson River Museum, Yonkers, New York
- Hunter Museum of American Art, Chattanooga, Tennessee
- Louvre Párizs, Franciaország
- Mabee-Gerrer Museum of Art,  Shawnee, Oklahoma[15]
- Marsh-Billings-Rockefeller National Historical Park,  Woodstock, Vermont
- Metropolitan Művészeti Múzeum, Manhattan, New York
- Munson-Williams-Proctor Arts Institute, Utica New York
- Museum of Fine Arts, Boston, Boston, Massachusetts
- Museum of White Mountain Art in Jackson, New Hampshire
- National Gallery of Art, Washington, DC
- Newark Museum, Newark, New Jersey
- Newington-Cropsey Foundation, Hastings-on-Hudson, New York
- New-York Historical Society, Manhattan, New York
- Olana State Historic Site, Hudson, New York
- St. Johnsbury Athenaeum, St. Johnsbury, Vermont
- Westervelt Warner Museum of American Art, Tuscaloosa, Alabama
- Thyssen-Bornemisza Múzeum, Madrid, Spanyolország
- The Heckscher Museum of Art, Huntington, New York
- Virginia Museum of Fine Arts, Richmond, Virginia
- Worcester Art Museum, Worcester, Massachusetts
- Wadsworth Atheneum, Hartford, Connecticut

## Képgaléria

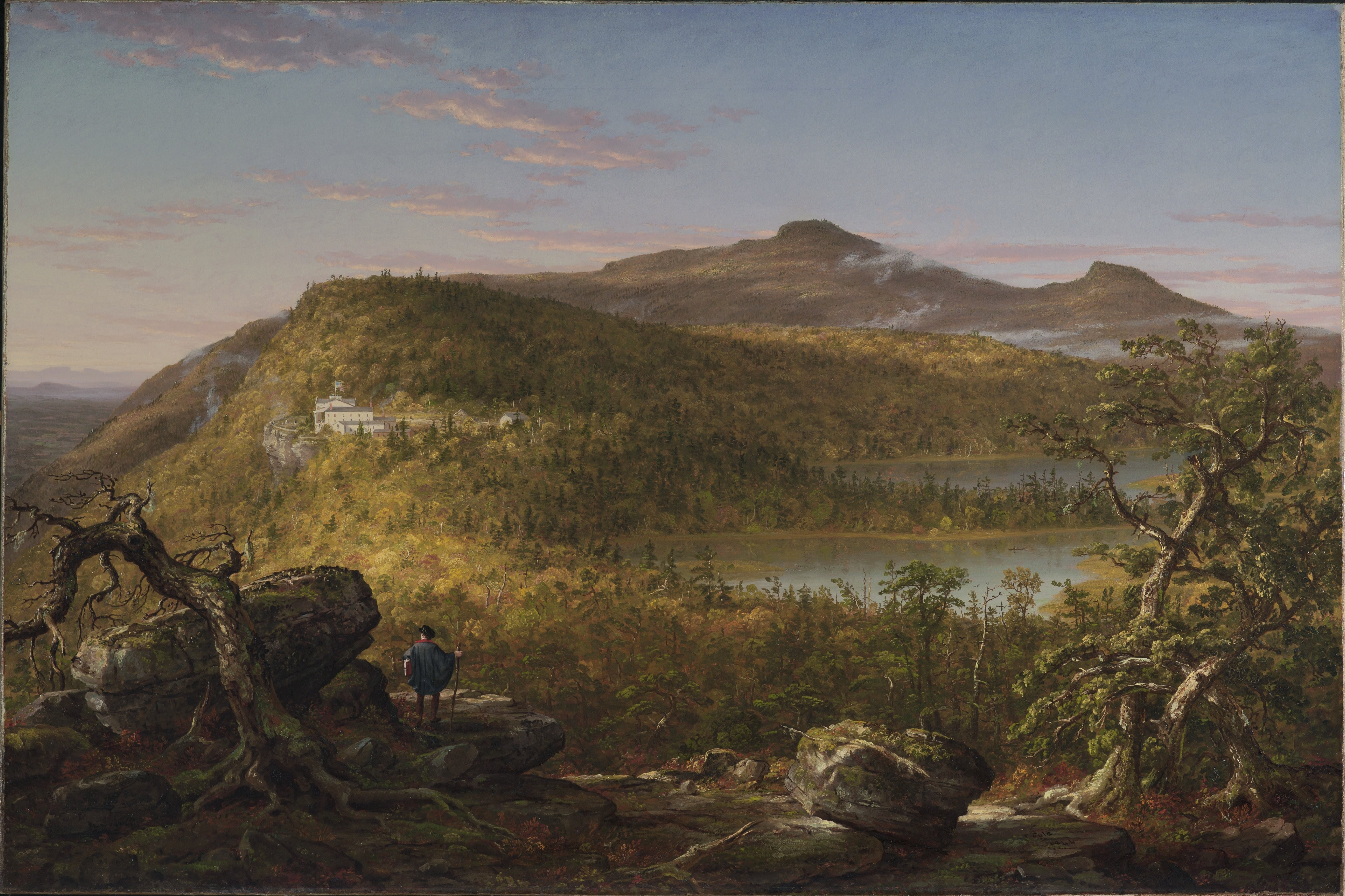
Thomas Cole: Két tó és hegyi ház reggeli látképe Catskills-ben, 1844, Brooklyni Művészeti Múzeum
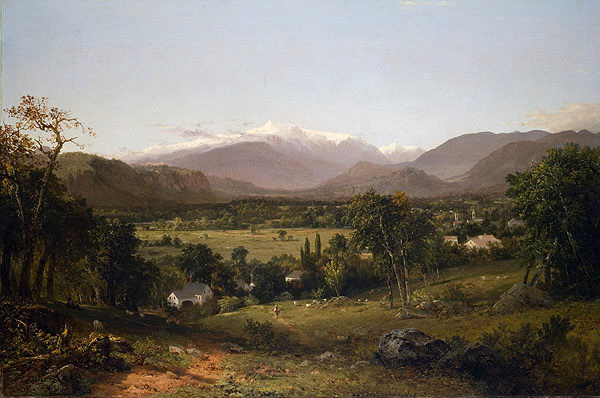
John Frederick Kensett: Mount Washington, 1869, Wellesley College Museum
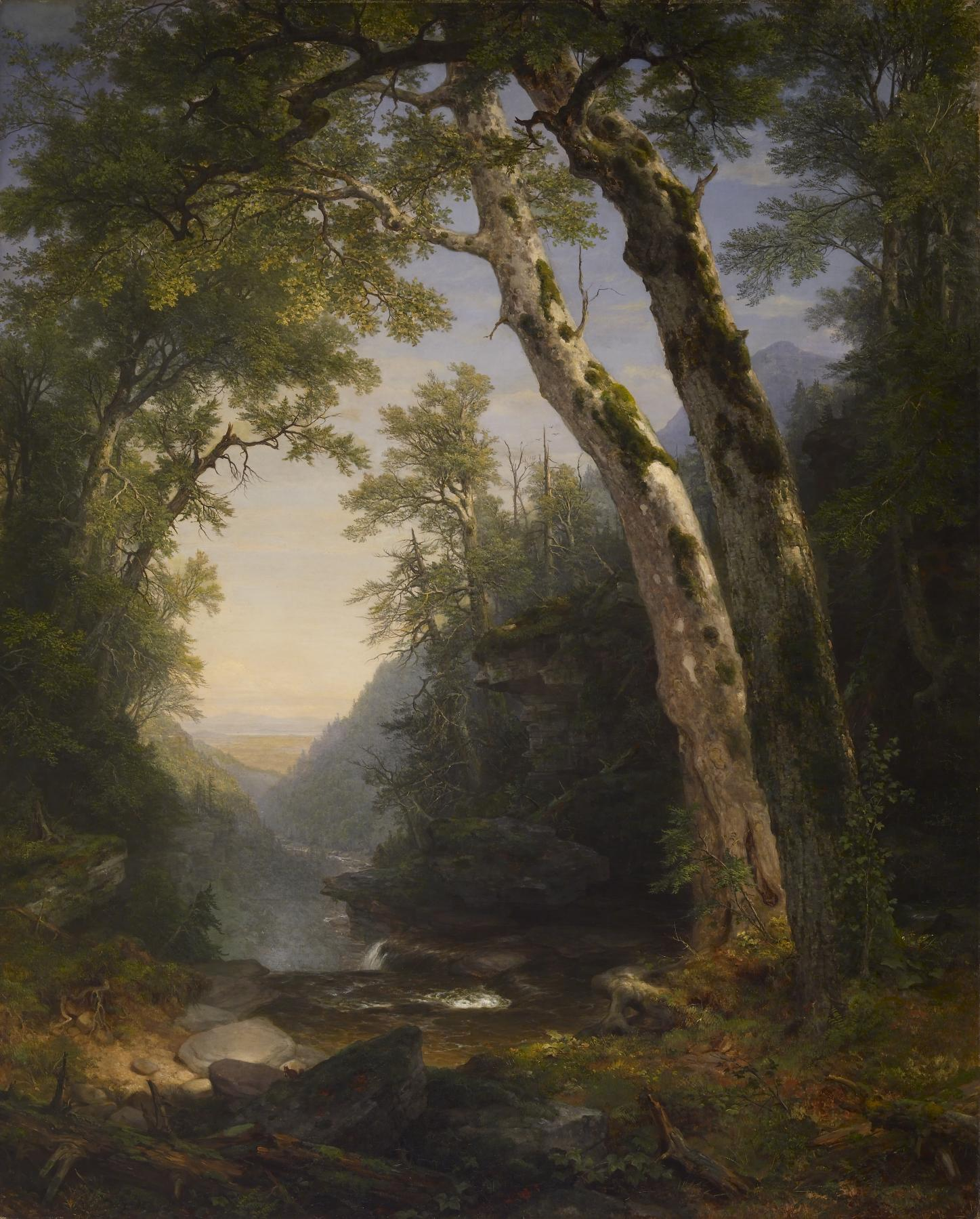
Asher Brown Durand: Catskills, 1859, Walters Art Museum
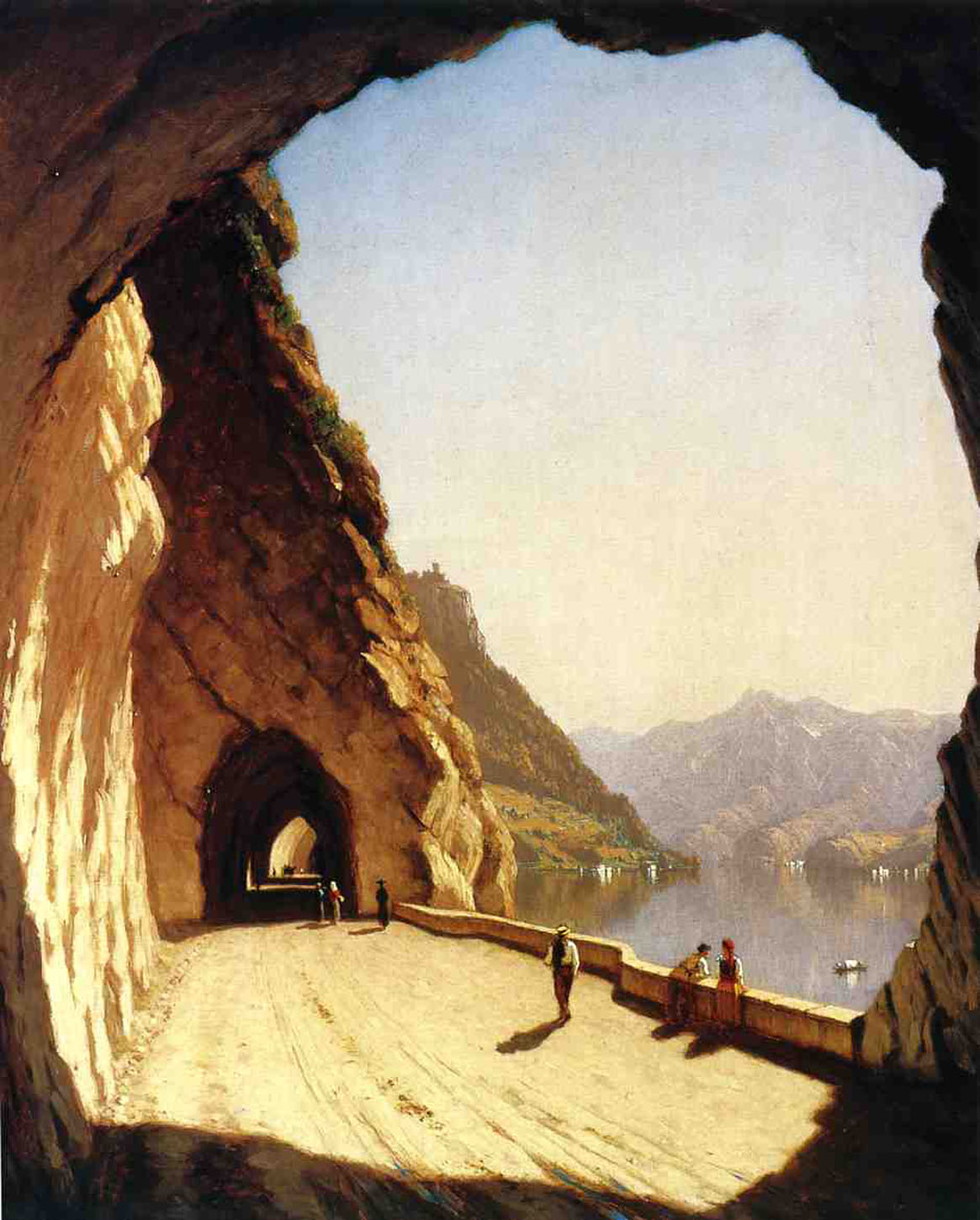
Sanford Robinson Gifford:Galleries of the Stelvio, Lake Como (1878), Munson-Williams-Proctor Art Institute